# Yidhra
Yidhra é uma divindade que habita o sombrio mundo criado por H.P. Lovecraft em seus contos, chamada de "A feiticeira dos sonhos" ou "Yee-Tho-Rah" geralmente aparece como uma jovem, atraente, fêmea terrestre, embora sua forma possa variar. Yidhra está na Terra desde o aparecimento dos primeiros microorganismos e é imortal. Para sobreviver em um ambiente em mudança, ela ganhou a capacidade de assumir as características de qualquer criatura que devorasse. Com o tempo, Yidhra se dividiu em diferentes aspectos, embora cada parte compartilhasse sua consciência.
Yidhra é servida por cultos devotados encontrados em lugares amplamente separados como Mianmar, Chade, Laos, Suméria, Novo México e Texas. Membros do culto de Yidhra podem ganhar a imortalidade se fundindo com ela, embora eles se tornem um pouco como Yidhra como consequência. Aqueles que a servem também recebem a promessa de colheitas abundantes e gado saudável. Ela geralmente esconde sua verdadeira forma atrás de uma ilusão poderosa, aparecendo como uma bela jovem; apenas membros favorecidos de seu culto podem vê-la como ela realmente é.